# Parangjoro
Parangjoro is een bestuurslaag in het regentschap Sukoharjo van de provincie Midden-Java, Indonesië. Parangjoro telt 4688 inwoners (volkstelling 2010).